# Birhanu Legese
Birhanu Legese Gurmesa (11 september 1994) is een Ethiopische atleet, die zich heeft toegelegd op de lange afstand. Hij won verschillende grote wegwedstrijden. Met zijn persoonlijk record van 2:02.48 op de marathon en 59.20 op de halve marathon behoort hij tot de snelste atleten op deze afstanden. Legese maakt deel uit van het NN Running Team.

## Loopbaan
In 2012 won Legese de Corrida van Houilles (10 km) en werd hij tweede bij de Great Ethiopian Run. In 2013 werd hij tweede op de 10 km van Taroudant met een persoonlijk record van 27.34 en derde bij de World 10K Bangalore. In het jaar erop finishte hij als achtste op de 5000 m bij de Afrikaanse kampioenschappen in Marrakesh. 
In 2015 won Legese de halve marathon van Berlijn, werd derde bij de halve marathon van Luanda en won de halve marathon van New Delhi. Het jaar 2016 begon hij voortvarend door de halve marathon van Ras al-Khaimah op zijn naam te schrijven. De Keniaan Stanley Biwott werd tweede in dezelfde eindtijd. In 2017 won Legesse wederom de halve marathon van New Delhi en in Nederland de Dam tot Damloop.
Zijn beste prestatie behaalde hij tijdens de marathon van Berlijn in 2019. Hij finishte als tweede achter Kenenisa Bekele in een tijd van 2:02.48, de derde beste tijd ooit.

## Persoonlijke records
Baan
| Onderdeel | Prestatie | Datum          | Plaats   |
| --------- | --------- | -------------- | -------- |
| 1500 m    | 3.44,07   | 2 januari 2014 | Luanda   |
| 3000 m    | 7.51,09   | 8 juni 2014    | Hengelo  |
| 5000 m    | 13.08,88  | 18 mei 2014    | Shanghai |

Weg
| Onderdeel      | Prestatie | Datum             | Plaats    |
| -------------- | --------- | ----------------- | --------- |
| 10 km          | 27.34     | 10 maart 2013     | Taroudant |
| 15 km          | 42.41     | 29 maart 2015     | Berlijn   |
| 10 Eng. mijl   | 45.38     | 17 september 2017 | Amsterdam |
| 20 km          | 56.18     | 29 november 2015  | New Delhi |
| halve marathon | 59.20     | 29 november 2015  | New Delhi |
| 25 km          | 1:15.48   | 16 december 2018  | Calcutta  |
| marathon       | 2:02.48   | 29 september 2019 | Duitsland |

## Palmares

### 5000 m
- 2013: 4e FBK Games - 13.15,32
- 2013:  Global Athletics in Nijmegen - 13.19,84
- 2013:  Bottrop Gala - 13.25,00
- 2014: 8e Afrikaanse kamp. in Marrakech - 13.59,57
- 2015:  Internationale Bottrop Gala - 13.23,26

### 10 km
- 2012:  Great Ethiopian Run - 28.41
- 2012:  Corrida van Houilles - 28.23
- 2013:  Taroudant - 27.34
- 2013:  TCS World - 28.16
- 2013: 5e Tout Rennes Court - 28.05
- 2014: 4e Asta Footing Taroudant International - 28.22
- 2015: 5e TCS World - 28.42

### 10 EM
- 2017:  Dam tot Damloop - 45.38

### halve marathon
- 2015:  halve marathon van Berlijn - 59.45
- 2015:  halve marathon van Luanda - 1:01.42
- 2015:  halve marathon van New Delhi - 59.20
- 2015: 17e halve marathon van Kopenhagen - 1:02.56
- 2016:  halve marathon van Ras al-Khaimah - 1:00.40
- 2017:  halve marathon van New Delhi - 59.46
- 2024: 6e halve marathon van Ras al-Khaimah - 59.43

### 25 km
- 2018:  25 km van Calcutta - 1:18.45
- 2022:  25 km van Calcutta - 1:12.54

### marathon
- 2018: 6e marathon van Dubai - 2:04.15
- 2018: 10e marathon van Chicago - 2:08.41
- 2019:  marathon van Tokio - 2:04.48
- 2019:  marathon van Berlijn - 2:02.48
- 2020  marathon van Tokio - 2:04.15
- 2020  marathon van Valencia - 2:03.16
- 2021 5e marathon van Londen - 2:06.10
- 2022 6e marathon van Londen - 2:06.11
- 2023 4e marathon van Amsterdam - 2:04.44